# زندگی در مه
زندگی در مه فیلمی کوتاه و مستندگونه در سال ۱۹۹۵ به کارگردانی بهمن قبادی نویسنده و کارگردان کرد ایرانی است. این فیلم به لحاظ حضور جشنواره‌ای و موفقیت در جشنواره‌ها از موفق‌ترین فیلم‌های مستند ایران به‌شمار می‌آید و بیشترین جوایز بین‌المللی را دریافت کرده‌است. فیلم زمانی برای مستی اسب‌ها که اولین فیلم بلند بهمن قبادی است، بر پایهٔ داستان این فیلم ساخته شده‌است.
بهمن قبادی با ساخت این فیلم مسیر تازه‌ای به زندگی‌اش گشوده شد، تا جایی‌که این فیلم عنوان «پرافتخارترین مستندِ تاریخِ ایران» از آن خود کرد.

## داستان
پسر چهارده ساله‌ای مجبور به نگهداری از خواهرهای کوچکترش بعداز فوت پدر و مادرش می‌شود. او ترک تحصیل کرده و در مرز ایران-عراق به کار قاچاق مشغول می‌شود.

## جوایز
- جایزه Horizon Award از جشنواره فیلم کوتاه Aspen Shortfest، آمریکا، ۱۹۹۹.[۱][۵]
- جایزه مخصوص هیئت داوران جشنواره بین‌المللی فیلم Cinematexas، آمریکا، ۱۹۹۹.[۱][۵]
- جایزه مخصوص هیئت داوران جشنواره بین‌المللی فیلم Clermont-Ferrand فرانسه، ۱۹۹۹.[۱][۵]
- جایزه بزرگ هیئت داوران جشنواره بین‌المللی فیلم Corto Imola، ایتالیا ۱۹۹۹.[۱][۵]
- جایزه بزرگ جشنواره بین‌المللی فیلم Fort Lauderdale، آمریکا، ۱۹۹۹.[۱][۵]
- جایزه سانتور طلایی جشنواره بین‌المللی فیلم St. Petersburg Message to Man روسیه، ۱۹۹۹.[۱][۵]
- جایزه مخصوص هیئت داوران جشنواره بین‌المللی فیلم Vila Do Conde پرتغال، ۱۹۹۹.[۱][۵]
- جایزه RTP Onda Curta Award فستیوال فیلم Vila Do Conde پرتغال ۱۹۹۹.[۱][۵]
- لوح مخصوص جشنواره بین‌المللی فیلم Montecatini، ایتالیا ۱۹۹۹.[۱]
- بهترین مستند جشنواره بین‌المللی فیلم Del Cortometraggio، سیین، ایتالیا ۱۹۹۹.[۱]
- جایزه بزرگ هیئت داوران جشنواره بین‌المللی فیلم Vila Do Conde سیین، ایتالیا، ۱۹۹۹.[۱]